# Hitler (manga)
Hitler (劇画ヒットラー?, Gekiga Hittorā) è un manga biografico di Shigeru Mizuki.

## Trama
Con protagonista il Führer del Terzo Reich tedesco, l'opera segue le vicende di Adolf Hitler dalla giovinezza a Vienna, spesa tra sogni di successo artistico e successivi fallimenti, tra le imprese e le astuzie che lo contraddistinsero durante la carriera militare e poi politica, sino alle sconfitte belliche degli ultimi anni della seconda guerra mondiale e il crollo dell'impero tedesco, passando attraverso l'innegabile megalomania del leader, le ossessioni e la complicata vita sentimentale.

## Pubblicazione
Pubblicato sulla rivista Manga Sunday nel 1971 dall'editore Jitsugyou no Nihonsha, in Italia è stato tradotto nel 2015 da Rizzoli, corredato da una lista descrittiva dei numerosi personaggi storici protagonisti delle vicende posta come prologo ai diciassette capitoli dell'opera e una post-fazione dello stesso autore: Il mio Hitler. Nel breve intervento che chiude il volume Mizuki non nasconde di aver subito in gioventù il fascino del leader tedesco, che col suo carisma riusciva a trascinare le masse grazie ad un «irresistibile magnetismo». Agli occhi del mangaka la guerra «non fu altro che una folle corsa verso il suicidio» che alle generazioni future non può che fungere da monito.